# UFC 299
UFC 299: O'Malley vs. Vera 2 — турнир по смешанным единоборствам, организованный Ultimate Fighting Championship, который был проведен 9 марта 2024 года на спортивной арене «Kaseya Center» в городе Майами, штат Флорида, США.

## Подготовка турнира

### Главные события турнира
В качестве заглавного события запланирован бой за титул чемпиона UFC в легчайшем весе, в котором должны встретиться действующий чемпион американец Шон О`Мэлли и претендент эквадорец Марлон Вера (#5 в рейтинге). Этот поединок будет реваншем, так как бойцы уже ранее встречались на турнире UFC 252 в августе 2020 года. Тогда бой закончился в 1-м раунде победой Веры техническим нокаутом, после того как О`Мэлли травмировал ногу. В качестве запасного бойца на этот бой был запланирован Мераб Двалишвили.
| Заглавное событие - Легчайший вес - Бой за титул чемпиона | Заглавное событие - Легчайший вес - Бой за титул чемпиона | Заглавное событие - Легчайший вес - Бой за титул чемпиона |
| --- | --- | --------------------------------------------------------- |
| Шон О`Мэлли | | Марлон Вера                                               |
| SEAN DANIEL O`MALLEY "Sugar" (Сахарок) 29 лет (24.10.1994) Рост 180 см, размах рук 183 см, вес 61,23 кг Гражданство: Происхождение: Место рождения: Хелена, Монтана, США Представляет: Финикс, Аризона, США "MMA Lab" Дебют в UFC - 01.12.2017 (с рекордом 8-0) Бонусы "Fight of the Night" (3) / "Perfomance of the Night" (5) Действующий чемпион UFC в легчайшем весе (08.2023-н.в.) Победитель DWCS 2 (2017) | MARLON ANDRES VERA DELGADO "Chito" (Чито) 31 год (02.12.1992) Рост 173 см, размах рук 179 см, вес 61,23 кг Гражданство: Происхождение: Место рождения: Чоне, Манаби, Эквадор Представляет: Ирвайн, Калифорния, США "RVCA Training Center" Дебют в UFC - 15.11.2014 (с рекордом 8-1-1) Бонусы "Fight of the Night" (3) / "Perfomance of the Night" (5) Претендент на титул чемпиона UFC в легчайшем весе Участник The Ultimate Fighter: Latin America 1 (2014) |                                                           |
| Последние бои: 19.08.2023, Алджамейн Стерлинг (ч), TKO2 22.10.2022, Пётр Ян (#1), SDEC 02.07.2022, Педру Муньюс (#9), NC 11.12.2021, Раулиан Паива, TKO1 10.07.2021, Крис Моутиньо (д), TKO3 | Последние бои: UDEC, Педру Муньюс (#9), 19.08.2023 SDEC, Кори Сэндхэген (#5), 25.03.2023 KO4, Доминик Крус (#8), 13.08.2022 UDEC, Роб Фонт (#5), 30.04.2022 KO3, Фрэнки Эдгар (#8), 06.11.2021 |                                                           |

Вторым по значимости событием турнира запланирован пятираундовый бой в лёгком весе, в котором должны встретиться бывший временный чемпион UFC в лёгком весе и бывший претендент на титул чемпиона UFC в лёгком весе американец Дастин Пуарье (#3 в рейтинге) и французский проспект Бенуа Сен-Дени (#12 в рейтинге), идущий на серии из пяти досрочных побед подряд. Некоторое время бой находился под угрозой срыва, когда Пуарье заявил, что бой не состоится, так как он не подписывал контракт из-за того, что его команда не договорилась с организаторами по гонорару за поединок. Однако, вскоре Пуарье отказался от своего заявления, назвав его недоразумением.
| Соглавное событие - Легкий вес | Соглавное событие - Легкий вес | Соглавное событие - Легкий вес |
| --- | --- | ------------------------------ |
| Дастин Порье | | Бенуа Сен-Дени                 |
| DUSTIN GLENN POIRIER "The Diamond" (Бриллиант) 35 лет (39.01.1989) Рост 175 см, размах рук 185 см, вес 70,76 кг Гражданство: Происхождение: Место рождения: Лафайетт, Луизиана, США Представляет: Коконат-Крик, Флорида, США "American Top Team" Дебют в UFC - 01.01.2011 (с рекордом 8-1) Бонусы "Fight of the Night" (8) / "Perfomance of the Night" (4) / "Submission of the Night" (1) Претендент на символический титул "BMF" (2023) Претендент на титул чемпиона UFC в лёгком весе (2021) Претендент на титул чемпиона UFC в лёгком весе (2019) Временный чемпион UFC в лёгком весе (04.2019-09.2019) | BENOIT RAYMOND-GABRIEL SAINT DENIS "God of War" (Бог войны) 28 лет (18.12.1995) Рост 180 см, размах рук 185 см, вес 70,3 кг Гражданство: Происхождение: Место рождения: Ним, Франция Представляет: Париж, Франция "CYFIT" Дебют в UFC - 30.10.2021 (с рекордом 8-0) Бонусы "Fight of the Night" (1) / "Perfomance of the Night" (2) Чемпион Staredown FC в полусреднем весе (2019) |                                |
| Последние бои: 29.07.2023, Джастин Гейджи (#3), KO2 12.11.2022, Майкл Чендлер (#5), SUB3 11.12.2021, Шарлис Оливейра (ч), SUB3 10.07.2021, Конор Макгрегор (#5), TKO1 23.01.2021, Конор Макгрегор (#4), TKO2 | Последние бои: KO1, Мэтт Фревола (#14), 11.11.2023 TKO2, Тиагу Мойзес, 02.09.2023 SUB1, Исмаэл Бонфин, 01.07.2023 TKO2, Габриэл Миранда, 03.09.2022 SUB2, Никлас Штольце, 04.06.2022 |                                |

### Анонсированные бои
| Бой | Весовая категория     | Участники боёв и их статистика перед боем (рекорд ММА / рекорд UFC / серия) | Участники боёв и их статистика перед боем (рекорд ММА / рекорд UFC / серия) | Участники боёв и их статистика перед боем (рекорд ММА / рекорд UFC / серия) | Участники боёв и их статистика перед боем (рекорд ММА / рекорд UFC / серия) | Участники боёв и их статистика перед боем (рекорд ММА / рекорд UFC / серия) | Участники боёв и их статистика перед боем (рекорд ММА / рекорд UFC / серия) | Участники боёв и их статистика перед боем (рекорд ММА / рекорд UFC / серия) | Участники боёв и их статистика перед боем (рекорд ММА / рекорд UFC / серия) | Участники боёв и их статистика перед боем (рекорд ММА / рекорд UFC / серия) | Участники боёв и их статистика перед боем (рекорд ММА / рекорд UFC / серия) | Участники боёв и их статистика перед боем (рекорд ММА / рекорд UFC / серия) | Участники боёв и их статистика перед боем (рекорд ММА / рекорд UFC / серия) |
|     |                       | Главный кард (Main Card, PPV)                                               |                                                                             |                                                                             |                                                                             |                                                                             |                                                                             |                                                                             |                                                                             |                                                                             |                                                                             |                                                                             |                                                                             |
| 1   | Легчайший вес         | Шон О`Мэлли "Suga" Sean O'Malley                                            | Ч CS                                                                        | 17-1 (1)                                                                    | 9-1 (1)                                                                     | +5                                                                          | vs.                                                                         | Марлон Вера Marlon "Chito" Vera                                             | #5 exT(3), TUF                                                              | 21-8-1                                                                      | 15-7                                                                        | +1                                                                          | [ 9 ]                                                                       |
| 2   | Лёгкий вес            | Дастин Порье Dustin "The Diamond" Poirier                                   | #3 exЧВ, exП, WEC                                                           | 29-8 (1)                                                                    | 21-7 (1)                                                                    | -1                                                                          | vs.                                                                         | Бенуа Сен-Дени Benoit "God of War" Saint Denis                              | #12 exT(11)                                                                 | 13-1 (1)                                                                    | 5-1                                                                         | +5                                                                          | [ 10 ]                                                                      |
| 3   | Полусредний вес       | Кевин Холланд Kevin "Trailblazer" Holland                                   | #13 exT(10), CS                                                             | 25-10 (1)                                                                   | 12-7 (1)                                                                    | -1                                                                          | vs.                                                                         | Майкл Пейдж Michael "Venom" Page                                            | д                                                                           | 21-2                                                                        | -                                                                           | +1                                                                          | [ 11 ]                                                                      |
| 4   | Полусредний вес       | Гилберт Бёрнс Gilbert "Durinho" Burns                                       | #4 exT(1), exП                                                              | 22-6                                                                        | 15-6                                                                        | -1                                                                          | vs.                                                                         | Джек Делла Мадалена Jack Della Maddalena                                    | #11 CS                                                                      | 16-2                                                                        | 6-0                                                                         | +16                                                                         | [ 12 ]                                                                      |
| 5   | Легчайший вес         | Пётр Ян Petr "No Mercy" Yan                                                 | #4 exЧ                                                                      | 16-5                                                                        | 8-4                                                                         | -3                                                                          | vs.                                                                         | Сун Ядун Song "Kung Fu Kid" Yadong                                          | #7                                                                          | 21-7-1 (1)                                                                  | 10-2-1                                                                      | +2                                                                          | [ 13 ]                                                                      |
|     |                       | Предварительный кард (Prelims, ESPN/ESPN+)                                  |                                                                             |                                                                             |                                                                             |                                                                             |                                                                             |                                                                             |                                                                             |                                                                             |                                                                             |                                                                             |                                                                             |
| 6   | Тяжёлый вес           | Кёртис Блейдс Curtis "Razor" Blaydes                                        | #5 exT(2)                                                                   | 17-4 (1)                                                                    | 12-4 (1)                                                                    | -1                                                                          | vs.                                                                         | Жаилтон Алмейда Jailton "Malhadinho" Almeida                                | #7 CS                                                                       | 20-2                                                                        | 6-0                                                                         | +15                                                                         | [ 14 ]                                                                      |
| 7   | Жен. наилегчайший вес | Кэтлин Керминара Katlyn "Blonde Fighter" Cerminara                          | #4 exT(1), exП                                                              | 18-5                                                                        | 11-5                                                                        | -1                                                                          | vs.                                                                         | Мэйси Барбер Maycee "The Future" Barber                                     | #6 CS                                                                       | 13-2                                                                        | 8-2                                                                         | +5                                                                          | [ 15 ]                                                                      |
| 8   | Лёгкий вес            | Матеуш Гамрот Mateusz "Gamer" Gamrot                                        | #6 exT(5)                                                                   | 23-2 (1)                                                                    | 6-2                                                                         | +2                                                                          | vs.                                                                         | Рафаэл дус Анжус Rafael Dos Anjos                                           | #11 exЧ                                                                     | 32-15                                                                       | 21-13                                                                       | -1                                                                          | [ 16 ]                                                                      |
| 9   | Легчайший вес         | Педру Муньюс Pedro "The Young Punisher" Munhoz                              | #13 exT(4)                                                                  | 20-8 (2)                                                                    | 10-8 (2)                                                                    | -1                                                                          | vs.                                                                         | Кайлер Филлипс Kyler "The Matrix" Phillips                                  | exT(14), CS, TUF                                                            | 11-2                                                                        | 5-1                                                                         | +2                                                                          | [ 17 ]                                                                      |
|     |                       | Ранний предварительный кард (Early Prelims, ESPN+)                          |                                                                             |                                                                             |                                                                             |                                                                             |                                                                             |                                                                             |                                                                             |                                                                             |                                                                             |                                                                             |                                                                             |
| 10  | Полутяжёлый вес       | Ион Куцелаба Ion "The Hulk" Cutelaba                                        | exT(15)                                                                     | 17-9-1 (1)                                                                  | 6-8-1                                                                       | +1                                                                          | vs.                                                                         | Филипи Линс Philipe Lins "Monstro"                                          |                                                                             | 17-5                                                                        | 3-2                                                                         | +3                                                                          | [ 18 ]                                                                      |
| 11  | Средний вес           | Мишел Перейра Michel "Demolidor" Pereira                                    | exT(14)                                                                     | 29-11 (2)                                                                   | 7-2                                                                         | +6                                                                          | vs.                                                                         | Михал Олексейчук Michal "Hussar" Oleksiejczuk                               |                                                                             | 19-6 (1)                                                                    | 7-4 (1)                                                                     | +1                                                                          | [ 19 ]                                                                      |
| 12  | Тяжёлый вес           | Робелис Деспанье Robelis " The Big Boy" Despaigne                           | д                                                                           | 4-0                                                                         | -                                                                           | +4                                                                          | vs.                                                                         | Джош Парисян Josh Parisian                                                  | CS, TUF                                                                     | 15-7                                                                        | 2-4                                                                         | -2                                                                          | [ 20 ]                                                                      |
| 13  | Наилегчайший вес      | Си Джей Вергара CJ Vergara                                                  | CS                                                                          | 12-4-1                                                                      | 3-2                                                                         | +2                                                                          | vs.                                                                         | Асу Алмабаев Assu "Zulfikar" Almabayev                                      |                                                                             | 18-2                                                                        | 1-0                                                                         | +14                                                                         | [ 21 ]                                                                      |
| 14  | Жен. наилегчайший вес | Джоанна Вуд Joanne "JoJo" Wood                                              | exT(3), TUF                                                                 | 16-8                                                                        | 8-8                                                                         | +1                                                                          | vs.                                                                         | Марина Мороз Maryna " Iron Lady" Moroz                                      | exT(7)                                                                      | 11-5                                                                        | 6-5                                                                         | -2                                                                          | [ 22 ]                                                                      |
|     |                       | Отменённые бои                                                              |                                                                             |                                                                             |                                                                             |                                                                             |                                                                             |                                                                             |                                                                             |                                                                             |                                                                             |                                                                             |                                                                             |
|     | Жен. наилегчайший вес | Лорен Мёрфи Lauren "Lucky" Murphy                                           | #2 exП, TUF                                                                 | 16-6                                                                        | 8-6                                                                         | -1                                                                          | vs.                                                                         | Карини Силва Karine "Killer" Silva                                          | #12 CS                                                                      | 17-4                                                                        | 3-0                                                                         | +8                                                                          | [ 23 ]                                                                      |
|     | Полусредний вес       | Джефф Нил Geoff "Handz of Steel" Neal                                       | #8 exT(6), CS                                                               | 15-5                                                                        | 7-3                                                                         | -1                                                                          | vs.                                                                         | Иэн Гэрри "The Future" Ian Machado Garry                                    | #10                                                                         | 13-0                                                                        | 6-0                                                                         | +13                                                                         | [ 24 ]                                                                      |

Условные обозначения: #5 (1) — текущее (лучшее) место бойца в рейтинге, exЧ(В) — бывший чемпион (временный), exП(В) — бывший претендент на титул чемпиона (временного), exТ(3) — боец входил в рейтинг Топ-15 (лучшее место в рейтинге), д — дебютант, CS — боец участвовал в Претендентской серии Дэйны Уайта, RTU — боец участвовал в шоу Road To UFC, TUF — боец участвовал в шоу The Ultimate Fighter, TUF(W/F) — боец являлся победителем/финалистом The Ultimate Fighter, WEC/SF — боец выступал в WEC или Strikeforce до объединения этих организаций с UFC.

## Церемония взвешивания
Результаты официальной церемонии взвешивания бойцов перед турниром.
| Весовая категория и допустимый лимит в фунтах | Весовая категория и допустимый лимит в фунтах | Участники боёв и их вес в фунтах | Участники боёв и их вес в фунтах | Участники боёв и их вес в фунтах | Участники боёв и их вес в фунтах |
| --------------------------------------------- | --------------------------------------------- | -------------------------------- | -------------------------------- | -------------------------------- | -------------------------------- |
| Легчайший вес (титульный бой)                 | 135                                           | Шон О`Мэлли                      | 135                              | Марлон Вера                      | 135                              |
| Лёгкий вес                                    | 155 (+1)                                      | Дастин Порье                     | 156                              | Бенуа Сен-Дени                   | 155                              |
| Полусредний вес                               | 170 (+1)                                      | Кевин Холланд                    | 170                              | Майкл Пейдж                      | 170                              |
| Полусредний вес                               | 170 (+1)                                      | Гилберт Бёрнс                    | 171                              | Джек Делла Мадалена              | 170                              |
| Легчайший вес                                 | 135 (+1)                                      | Пётр Ян                          | 135                              | Сун Ядун                         | 136                              |
| Тяжёлый вес                                   | 265 (+1)                                      | Кёртис Блейдс                    | 257                              | Жаилтон Алмейда                  | 261                              |
| Наилегчайший вес (женщины)                    | 125 (+1)                                      | Кэтлин Керминара                 | 125                              | Мэйси Барбер                     | 125                              |
| Лёгкий вес                                    | 155 (+1)                                      | Матеуш Гамрот                    | 156                              | Рафаэл дус Анжус                 | 156                              |
| Легчайший вес                                 | 135 (+1)                                      | Педру Муньюс                     | 135                              | Кайлер Филлипс                   | 135                              |
| Полутяжёлый вес                               | 205 (+1)                                      | Ион Куцелаба                     | 205                              | Филипи Линс                      | 206                              |
| Средний вес                                   | 185 (+1)                                      | Мишел Перейра                    | 186                              | Михал Олексейчук                 | 185                              |
| Тяжёлый вес                                   | 265 (+1)                                      | Робелис Деспанье                 | 261                              | Джош Парисян                     | 266                              |
| Наилегчайший вес                              | 125 (+1)                                      | Си Джей Вергара                  | 127*                             | Асу Алмабаев                     | 126                              |
| Наилегчайший вес (женщины)                    | 125 (+1)                                      | Джоанна Вуд                      | 125                              | Марина Мороз                     | 126                              |

[*] Си Джей Вергара не смог уложиться в лимит наилегчайшей весовой категории (превышение 1 фунт) и будет оштрафован на 30% от гонорара в пользу соперника. Бой пройдёт в промежуточном весе 127 фунтов.

## Результаты турнира
В главном бою вечера Шон О'Мэлли победил Марлона Веру единогласным решением судей и защитил титул чемпиона UFC в легчайшем весе.
| Статистика поединка: | Статистика поединка: | Статистика поединка:                          | Статистика поединка:                          | Статистика поединка: | Статистика поединка: | Статистика поединка: | Статистика поединка: | Статистика поединка: | Статистика поединка: | Статистика поединка: | Статистика поединка: | Статистика поединка: | Статистика поединка: | Статистика поединка: | Статистика поединка: | Статистика поединка: | Статистика поединка: | Статистика поединка: |
| Участник             | Нокдауны             | Акцентрованные удары (по цели/всего/точность) | Акцентрованные удары (по цели/всего/точность) | По раундам           | По раундам           | По раундам           | По раундам           | По раундам           | По цели              | По цели              | По цели              | По позиции           | По позиции           | По позиции           | Тейкдауны            | Тейкдауны            | Контроль             | Попытка приема       |
| Участник             | Нокдауны             | Акцентрованные удары (по цели/всего/точность) | Акцентрованные удары (по цели/всего/точность) | 1Р                   | 2Р                   | 3Р                   | 4Р                   | 5Р                   | Голова               | Корпус               | Ноги                 | Дистанция            | Клинч                | Партер               | Тейкдауны            | Тейкдауны            | Контроль             | Попытка приема       |
| -------------------- | -------------------- | --------------------------------------------- | --------------------------------------------- | -------------------- | -------------------- | -------------------- | -------------------- | -------------------- | -------------------- | -------------------- | -------------------- | -------------------- | -------------------- | -------------------- | -------------------- | -------------------- | -------------------- | -------------------- |
| Шон О`Мэлли          | 0                    | 230/356                                       | 64%                                           | 27/36                | 51/83                | 35/58                | 56/84                | 61/95                | 150/258              | 61/68                | 19/20                | 227/352              | 3/4                  | 0                    | 0                    | -                    | 0:03                 | 0                    |
| Марлон Вера          | 0                    | 89/241                                        | 36%                                           | 9/21                 | 16/46                | 17/54                | 26/73                | 21/47                | 41/165               | 14/35                | 34/41                | 85/235               | 4/6                  | 0                    | 0                    | -                    | 0:00                 | 0                    |

В соглавном бою Дастин Порье победил Бенуа Сен-Дени нокаутом во 2-м раунде.
| Статистика поединка: | Статистика поединка: | Статистика поединка:                          | Статистика поединка:                          | Статистика поединка: | Статистика поединка: | Статистика поединка: | Статистика поединка: | Статистика поединка: | Статистика поединка: | Статистика поединка: | Статистика поединка: | Статистика поединка: | Статистика поединка: | Статистика поединка: | Статистика поединка: | Статистика поединка: | Статистика поединка: | Статистика поединка: |
| Участник             | Нокдауны             | Акцентрованные удары (по цели/всего/точность) | Акцентрованные удары (по цели/всего/точность) | По раундам           | По раундам           | По раундам           | По раундам           | По раундам           | По цели              | По цели              | По цели              | По позиции           | По позиции           | По позиции           | Тейкдауны            | Тейкдауны            | Контроль             | Попытка приема       |
| Участник             | Нокдауны             | Акцентрованные удары (по цели/всего/точность) | Акцентрованные удары (по цели/всего/точность) | 1Р                   | 2Р                   | 3Р                   | 4Р                   | 5Р                   | Голова               | Корпус               | Ноги                 | Дистанция            | Клинч                | Партер               | Тейкдауны            | Тейкдауны            | Контроль             | Попытка приема       |
| -------------------- | -------------------- | --------------------------------------------- | --------------------------------------------- | -------------------- | -------------------- | -------------------- | -------------------- | -------------------- | -------------------- | -------------------- | -------------------- | -------------------- | -------------------- | -------------------- | -------------------- | -------------------- | -------------------- | -------------------- |
| Дастин Порье         | 1                    | 28/34                                         | 82%                                           | 12/13                | 16/21                | -                    | -                    | -                    | 24/30                | 3/3                  | 1/1                  | 23/25                | 4/8                  | 1/1                  | 0/1                  | 0%                   | 0:31                 | 4                    |
| Бенуа Сен-Дени       | 0                    | 50/74                                         | 67%                                           | 38/49                | 12/25                | -                    | -                    | -                    | 25/46                | 18/20                | 7/8                  | 17/37                | 31/35                | 2/2                  | 3/7                  | 42%                  | 4:53                 | 1                    |

| Бой    | Весовая категория        | Результат боя               | Результат боя       | Результат боя | Результат боя | Результат боя | Результат боя    | Результат боя | Способ победы                                             | Раунд | Время | Рефери в ринге  |
|        |                          | Главный кард                |                     |               |               |               |                  |               |                                                           |       |       |                 |
| Бой 14 | Легчайший вес            |                             | Шон О`Мэлли         | Ч             | поб.          |               | Марлон Вера      | #5            | Единогласное решение (50–45, 50–45, 50–44)                | 5     | 5:00  | Кит Питерсон    |
| Бой 13 | Лёгкий вес               |                             | Дастин Порье        | #3            | поб.          |               | Бенуа Сен-Дени   | #12           | Нокаут (хук справа)                                       | 2     | 2:32  | Майк Белтран    |
| Бой 12 | Полусредний вес          |                             | Майкл Пейдж         | д             | поб.          |               | Кевин Холланд    | #13           | Единогласное решение (29–28, 29–28, 29–28)                | 3     | 5:00  | Эндрю Гленн     |
| Бой 11 | Полусредний вес          |                             | Джек Делла Мадалена | #11           | поб.          |               | Гилберт Бёрнс    | #4            | Нокаут (нокдаун после удара коленом в голову и добивание) | 3     | 3:43  | Дэн Мираглиотта |
| Бой 10 | Легчайший вес            |                             | Пётр Ян             | #4            | поб.          |               | Сун Ядун         | #7            | Единогласное решение (29–28, 29–28, 29–28)                | 3     | 5:00  | Кит Питерсон    |
|        |                          | Предварительный кард        |                     |               |               |               |                  |               |                                                           |       |       |                 |
| Бой 9  | Тяжёлый вес              |                             | Кёртис Блейдс       | #5            | поб.          |               | Жаилтон Алмейда  | #7            | Технический нокаут (серия хаммерфистов в голову)          | 2     | 0:36  | Майк Белтран    |
| Бой 8  | Жен. наилегчайший вес    |                             | Мэйси Барбер        | #6            | поб.          |               | Кэтлин Керминара | #4            | Единогласное решение (30–27, 30–27, 29–28)                | 3     | 5:00  | Эндрю Гленн     |
| Бой 7  | Лёгкий вес               |                             | Матеуш Гамрот       | #6            | поб.          |               | Рафаэл дус Анжус | #11           | Единогласное решение (29–28, 29–28, 30–27)                | 3     | 5:00  | Дэн Мираглиотта |
| Бой 6  | Легчайший вес            |                             | Кайлер Филлипс      |               | поб.          |               | Педру Муньюс     | #13           | Единогласное решение (30–27, 30–27, 30–27)                | 3     | 5:00  | Кит Питерсон    |
|        |                          | Ранний предварительный кард |                     |               |               |               |                  |               |                                                           |       |       |                 |
| Бой 5  | Полутяжёлый вес          |                             | Филипи Линс         |               | поб.          |               | Ион Куцелаба     |               | Единогласное решение (29–28, 29–28, 29–28)                | 3     | 5:00  | Майк Белтран    |
| Бой 4  | Средний вес              |                             | Мишел Перейра       |               | поб.          |               | Михал Олексейчук |               | Техническая сдача, удушающий приём (удушение сзади)       | 1     | 1:01  | Дэн Мираглиотта |
| Бой 3  | Тяжёлый вес              |                             | Робелис Деспанье    | д             | поб.          |               | Джош Парисян     |               | Нокаут (боковой контр-панч справа и добивание)            | 1     | 0:18  | Эндрю Гленн     |
| Бой 2  | Промежуточный вес (127)* |                             | Асу Алмабаев        |               | поб.          |               | Си Джей Вергара  |               | Единогласное решение (30–27, 30–27, 30–27)                | 3     | 5:00  | Кит Питерсон    |
| Бой 1  | Жен. наилегчайший вес    |                             | Джоанна Вуд         |               | поб.          |               | Марина Мороз     |               | Раздельное решение (28–29, 29–28, 29–28)                  | 3     | 5:00  | Майк Белтран    |

Официальные судейские карточки турнира.

## Награды
Следующие бойцы были удостоены денежного бонуса в $50,000:
- Лучший бой вечера: Дастин Порье - Бенуа Сен-Дени
- Выступление вечера: Шон О`Мэлли, Джек Делла Маддалена, Кёртис Блейдс, Мишел Перейра и Робелис Деспанье